# カアサパ県
カアサパ県（カアサパけん、スペイン語: Departamento de Caazapá、スペイン語発音: [ka(a)saˈpa]）は、パラグアイ南東部の県。
県都はカアサパ。
2016年の人口は18万2039人で、18県中12位。
オレンジが特産品。
東部は開発が少なく、熱帯雨林が残っている。
北にYvytyrysy山脈が、南にサン・ラファエル山脈が聳える。
西部は沼地が広がり、東パラグアイ最大のテビクアリ川が流れる。
サン・ファン・ネポムセノとタバイを結ぶ高速道路より南の熱帯雨林に、多くの先住民社会が有る。
ムバヤ族とアチェ族は、森の中で玉蜀黍やキャッサバ、イェルバ・マテを栽培している。
彼らの土地は保護区に指定されているが、違法に伐採やブラジル人の大豆栽培がおこなわれている。

## 人口
- 2000年7月1日：14万7592人
- 2005年7月1日：15万7165人
- 2010年7月1日：16万7731人
- 2016年7月1日：18万2039人

## 隣接県
- 北：グアイラ県
- 北東：カアグアス県
- 東：アルト・パラナ県
- 南：イタプア県
- 南西：ミシオネス県
- 西：パラグアリ県

## 主要都市
- サン・ファン・ネポムセノ（英語版）：1万500人
- カアサパ（英語版）：6990人(県都)

## 歴史
1607年、パラグアイで初めてフランシスコ会が訪れ、多くの町を建設した。
1786年、サン・ファン・ネポムセノが建設された。
19世紀、オーストラリア人が入植し、社会主義植民地を建設した。
1906年、第6県に改名された。
1973年、カアサパ県に改名された。

## 著名人
- サロ・ベーラ（英語版）：1922年～2000年。修道士。
- フェリックス・パイバ（英語版）：1877年～1965年。パラグアイ自由党（英語版）所属の政治家。1937年～1939年まで大統領を務めた。
- フェリペ・ソーサ（英語版）：1945年～。ギター奏者、作曲家。
- ロビン・ウッド（英語版）：1944年～。漫画家。

## 気候
最高気温は37℃、最低気温は1℃で、平均気温は21℃。
降水量が多い。

## 参考資料
- Illustrated Geography of Paraguay, SRL Distributed Arami, 2007. ISBN 99925-68-04-6
- Geography of Paraguay, First Edition 1999, Publisher Hispanic Paraguay SRL